# Paramoron
Paramoron is een kevergeslacht uit de familie van de boktorren (Cerambycidae). De wetenschappelijke naam van het geslacht werd voor het eerst geldig gepubliceerd in 1908 door Aurivillius.

## Soorten
Paramoron omvat de volgende soorten:
- Paramoron diadematum (Heller, 1910)
- Paramoron singulare Aurivillius, 1908